# Ceratonereis fallax
Ceratonereis fallax är en ringmaskart som först beskrevs av Jean Louis Armand de Quatrefages de Bréau 1866.  Ceratonereis fallax ingår i släktet Ceratonereis och familjen Nereididae. Inga underarter finns listade i Catalogue of Life.